# Palais Royal de l'Oba du Bénin
Le Palais Royal de l'Oba du Bénin est remarquable comme la demeure de l'Oba du Bénin et d'autres membres de la famille royale,,.
Le palais, construit par Oba Ewedo (1255-1280), est situé dans l'ancienne ville du Bénin. Il est reconstruit par Oba Eweka II (1914-1932) après la destruction du bâtiment d'origine pendant la guerre de 1897 contre les Britanniques.
Le Palais Royal d'Oba du Bénin célèbre et préserve la riche culture béninoise. La plupart des personnes qui viennent visiter le palais sont des conservateurs, des archéologues ou des historiens.

## Voir également
- Oba du Bénin
- Royaume du Bénin
- Bénin Ville